# Steger, Illinois
Steger là một làng thuộc quận Will, tiểu bang Illinois, Hoa Kỳ. Năm 2010, dân số của làng này là 9570 người.

## Dân số
Dân số qua các năm:
- Năm 2000: 9682 người.
- Năm 2010: 9570 người.